# Robert Wussler
Robert J. Wussler (8 de setembro de 1936 - 5 de junho de 2010) foi um premiado jornalista norte-americano, vencedor do Emmy, executivo e co-fundador da CNN.